# Westwoud
Westwoud ist eine Ortschaft in der niederländischen Gemeinde Drechterland.